# Władysław Kwiatkowski (1907–1968)
Władysław Kwiatkowski (ur. 3 sierpnia 1907, zm. 31 sierpnia 1968) – polski duchowny katolicki, historyk Kościoła, archiwista.

## Życiorys
Pochodził z parafii Kostrzyń w diecezji sandomierskiej. Nauki pobierał w Warszawie: w gimnazjum, seminarium duchownym oraz na Uniwersytecie, gdzie dyplom uzyskał z historii Kościoła. Na kapłana został wyświęcony w 1930. Pracował jako kapelan i prefekt w Zakładzie Sióstr Niepokalanek w Szymanowie koło Warszawy. Potem prowadził zajęcia w Seminarium Mniejszym w Warszawie, a w latach 1936–1940 był profesorem historii w Wyższym Seminarium Metropolitalnym. Ponadto wykonywał obowiązki archiwisty w Kurii Metropolitalnej.
Lata II wojny światowej przepracował jako proboszcz w Miedniewicach i Trojanowie. W 1946 został administratorem parafii Cechówka (późniejsza część Sulejówka), gdzie zasłużył się wyposażeniem wnętrza kościoła oraz budową plebanii. W 1961 objął swoją ostatnią placówkę proboszczowską w Żdżarach.
Ogłosił ponad 20 artykułów z zakresu historii i archiwistyki, głównie na łamach "Głosu Kapłańskiego", "Wiadomościach Archidiecezji Warszawskiej" oraz "Ateneum Kapłańskiego", a także broszurę Królewska katedra św. Jana w Warszawie (1939). Z artykułów historycznych wymienić można m.in. Najstarsze kielichy w Polsce ("Głos Kapłański", 1933), Dekret erekcyjny Seminarium Duchownego św. Jana w Warszawie z 1758 roku ("Wiadomości Archidiecezji Warszawskiej", 1935), Kwestia prymasostwa polskiego pod koniec XVIII w. ("Głos Kapłański", 1935), Skrzeszewy. Dom rekolekcyjny archidiecezji warszawskiej ("Myśl Rekolekcyjna", 1938), Znaczenie Łowicza dla dziejów Kościoła w Polsce ("Głos Kapłański", 1938), Kaplica literacka w katedrze warszawskiej i archikonfraternia literacka ("Wiadomości Archidiecezji Warszawskiej", 1952), Początki Wydziału Teologicznego Uniwersytetu w Warszawie (1816-1826) ("Wiadomości Archidiecezji Warszawskiej", 1952). Z zagadnień archiwistyki Kwiatkowski ogłosił m.in. Archiwum Archidiecezjalne Warszawskie ("Wiadomości Archidiecezji Warszawskiej", 1936), Akta archidiakonatu i biskupstwa w Warszawie ("Ateneum Kapłańskie", 1947), Akta prymasów z XVII i XVIII w. w Warszawie ("Ateneum Kapłańskie", 1947), Archiwum Nuncjatury Apostolskiej w Warszawie ("Ateneum Kapłańskie", 1948), Dokumenty Kościoła na Mazowszu z XV i XVI w. w Archiwum Archidiecezjalnym Warszawskim ("Ateneum Kapłańskie", 1950). Był także autorem życiorysów biskupa Józefa Miaskowskiego (I-szy ordynariusz warszawski biskup Józef Bończa Miaskowski (1797-1804), "Wiadomości Archidiecezji Warszawskiej", 1952) oraz księdza Ludwika Czajewicza (Polski Słownik Biograficzny, tom IV, 1938). 